# Infonie
Pour l’article homonyme, voir L'Infonie.
Infonie est un ancien fournisseur d'accès à Internet français créé en octobre 1995 par Christophe Sapet. C'est chronologiquement l'un des premiers fournisseurs d'accès français après son concurrent Worldnet à se partager le marché français avec les fournisseurs d'accès américains AOL (America On line) et CompuServe.

## Description
Infonie, créé en 1995-1996 par Infogrames, visait une cible familiale et souhaitait surtout proposer un bouquet de services dans un environnement fermé (interface propriétaire « Ladybird »). L'accès aux sites Web était presque accessoire mais c'était sans compter le succès des sites Internet.
L'offre comportait un logiciel de dialogue en ligne, le « talkie », une forme de messagerie instantanée.

## Historique
Octobre 1998, rachat du moteur de recherche Lokace.[style à revoir]
Infonie a été racheté par Belgacom en 2000.
Belgacom revend Infonie (sauf en Belgique) à Tiscali en 2001, Infonie est lourdement endettée. Tiscali n'a conservé que le nom, les abonnés, et les adresses électroniques de courriels contenant « @infonie » dans le nom. Par la suite Tiscali France a disparu en 2005, au profit d'Alice via un rachat par Telecom Italia. Alice a été elle-même rachetée par Iliad pour être intégrée à Free.